# 夢伝説 ＜ペルシャン・ブルー＞
「夢伝説 ＜ペルシャン・ブルー＞」（ゆめでんせつ ペルシャン・ブルー）は、1981年11月5日に発売された高田みづえの15枚目のシングル。

## 解説
- 本曲のシングル売上数は9.7万枚、及びオリコンランキングでは週間最高位28位を記録した[1]。
- B面の「緑のかがやき」は、マーグリエット・マーケリンクの「MEMORIES OF FRANCE」の日本語カバーで、NHKの音楽番組『みんなのうた』に採用し放映された（初回放送月・1981年10-11月）[2]。

## 収録曲
1. 夢伝説 ＜ペルシャン・ブルー＞（3分40秒）
作詞：竜真知子／作曲・編曲：馬飼野康二
2. 緑のかがやき（4分17秒）
日本語詞：山上路夫／作詞・作曲：Margriet Markerink／編曲：松井忠重